# Саркоплазма
Саркоплазма (лат. sarcoplasm), или миоплазма (лат. myoplasm) — цитоплазма гладко-мышечных клеток, поперечнополосатых и сердечных мышечных волокон.

## Состав
Основное вещество саркоплазмы — матрикс — состоит из:
- гликолитических ферментов и других глобулярных белков, в частности, миоглобина;
- солей и полифосфатов;
- гликогена, расходуемого в процессе мышечного сокращения.

## Расположение
Саркоплазма заполняет пространство между миофибриллами и окружает ядра клеток. В саркоплазме помещаются рибосомы, митохондрии (называемые в этом случае саркосомы), а также образованная мембранами непрерывная система пузырьков, трубочек и цистерн, называемая саркоплазматической сетью, которая состоит из двух частей:
- первая часть вытянута вдоль миофибрилл и соответствует эндоплазматической сети в других типах клеток;
- вторая направлена поперёк мышечного волокна и образует так называемую Т-систему, переходящую в некоторых местах в сарколемму, по ней импульсы с поверхности волокна проводятся в его глубь.

Саркоплазматическая сеть обеспечивает передачу импульсов возбуждения внутри волокна. Она также содержит фактор расслабления, ингибирующий аденозинтрифосфатазу.
Саркоплазма содержится в разных количествах в различных типах поперечнополосатых волокон: в белых волокнах содержится мало саркоплазмы, в красных — много.